# Ghiacciaio Beaver (Terra di Enderby)
Il ghiacciaio Beaver  (in inglese Beaver Glacier) (67°02′S 50°40′E), è un ghiacciaio lungo circa 24 km e largo 6 situato sulla costa occidentale della Terra di Enderby (un territorio costiero ancora privo di un toponimo preciso), in Antartide. Il ghiacciaio, il cui punto più alto si trova 30 m s.l.m., fluisce in direzione ovest, vicino alla base del monte King, fino ad arrivare alla baia di Amundsen, tra il ghiacciaio Auster e il monte Gleadell.

## Storia
Il ghiacciaio Beaver è stato avvistato e visitato per la prima volta il 28 ottobre 1956 da un reparto di una delle spedizioni di ricerca antartica australiane (ANARE) svoltasi appunto nel 1956 ed è stato così battezzato in onore del modello di uno degli aeroplani utilizzati per l'esplorazione costiera durante quella spedizione, un de Havilland Canada DHC-2 Beaver.